# Calceolaria gossypina
Calceolaria gossypina är en toffelblomsväxtart som beskrevs av George Bentham. Calceolaria gossypina ingår i släktet toffelblommor, och familjen toffelblomsväxter. Inga underarter finns listade i Catalogue of Life.